# IC 3956
IC 3956 је галаксија у сазвјежђу Ловачки пси која се налази на листи објеката дубоког неба у Индекс каталогу.
Деклинација објекта је + 37° 23' 55" а ректасцензија 12h 58m 56,4s. Привидна величина (магнитуда) објекта IC 3956 износи 15,2 а фотографска магнитуда 16,2. IC 3956 је још познат и под ознакама NPM1G +37.0377, PGC 2099843.